# Enercon
L'Enercon GmbH è un'impresa tedesca, terza nel mondo produttrice di turbine eoliche, e prima in Germania per molti anni. Fondata da Aloys Wobben, ha sede a Aurich.
Enercon ha stabilimenti di produzione in Germania (Aurich, Emden, Magdeburgo e Südbrookmerland), Brasile, India, Canada, Turchia, Svezia, Francia, Austria e Portogallo.

## Storia

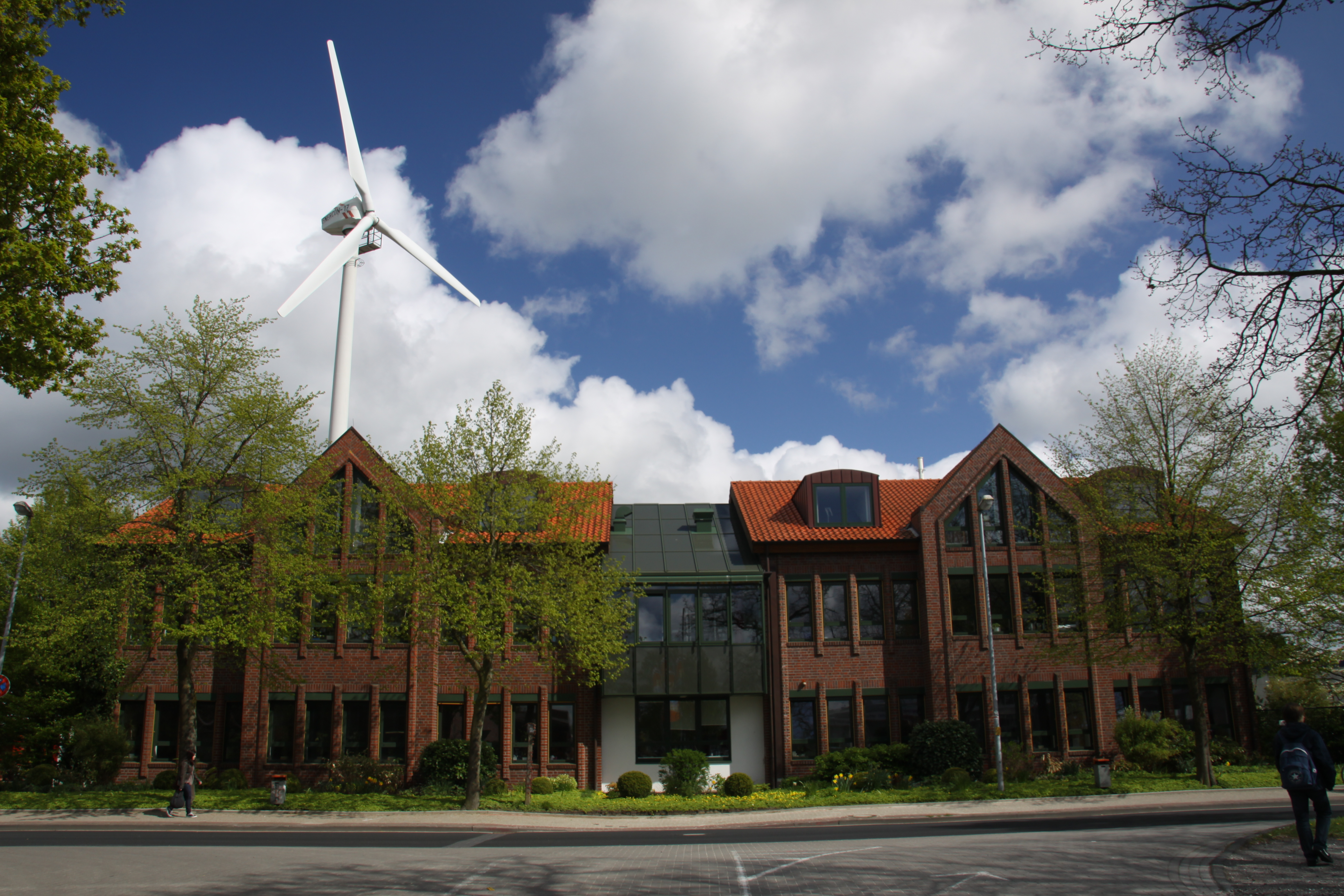
La sede di Aurich

L'ingegnere Aloys Wobben, nato a Rastdorf nel distretto di Emsland, ha fondato la società Enercon nel 1984 nella città di Aurich, nella Frisia Orientale. Inizialmente, l'azienda era composta solo da pochi ingegneri. Il primo sviluppo del prodotto dell'azienda è stata la turbina eolica E-15/16, seguita quattro anni dopo dall'E-17 e dall'E-32. Ci sono voluti sette anni prima che la piccola azienda potesse allestire un proprio capannone di produzione nel distretto Extum di Aurich. La sede centrale si trova ancora oggi lì. La svolta per la giovane azienda è arrivata nel 1993: Enercon ha presentato la turbina eolica E-40 (serie 500 kW), la prima generazione di turbine senza ingranaggi. Contestualmente la produzione di pale del rotore nella società appositamente fondata Aero. L'Enercon ha mantenuto questo principio anche durante la sua espansione nei quasi due decenni successivi: nuove aree di business sono state quasi sempre fondate come nuove filiali .

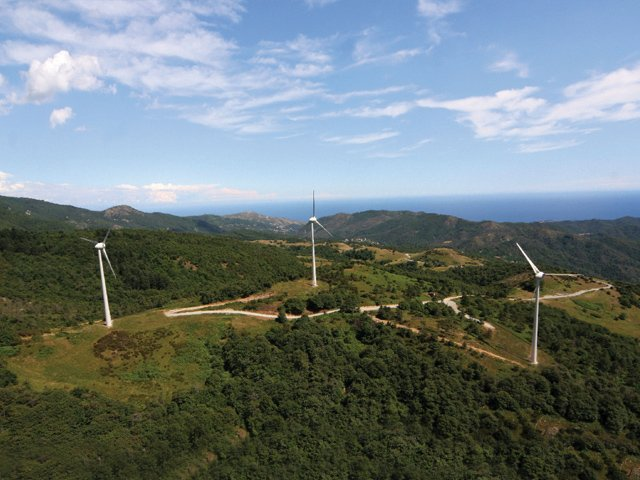
Parco eolico Cinque stelle a Stella, Savona

Due anni dopo l'inizio della produzione dell'E-40, Enercon ha ottenuto un grande successo economico con lo sviluppo dell'E-66: il tipo di sistema fu venduto più di 2000 volte. L'azienda aveva nel frattempo esternalizzato la produzione in un'area commerciale nel distretto di Sandhorst ad Aurich, dove era disponibile spazio sufficiente per l'ulteriore espansione. Tuttavia, si è rivelato svantaggioso: i prodotti, in particolare i rotori, dovevano attraversare in autocarro la città di Aurich per raggiungere il luogo di installazione, motivo per cui l'Enercon ha poi proseguito con la riattivazione di una linea ferroviaria per il trasporto rotori sempre più grandi.

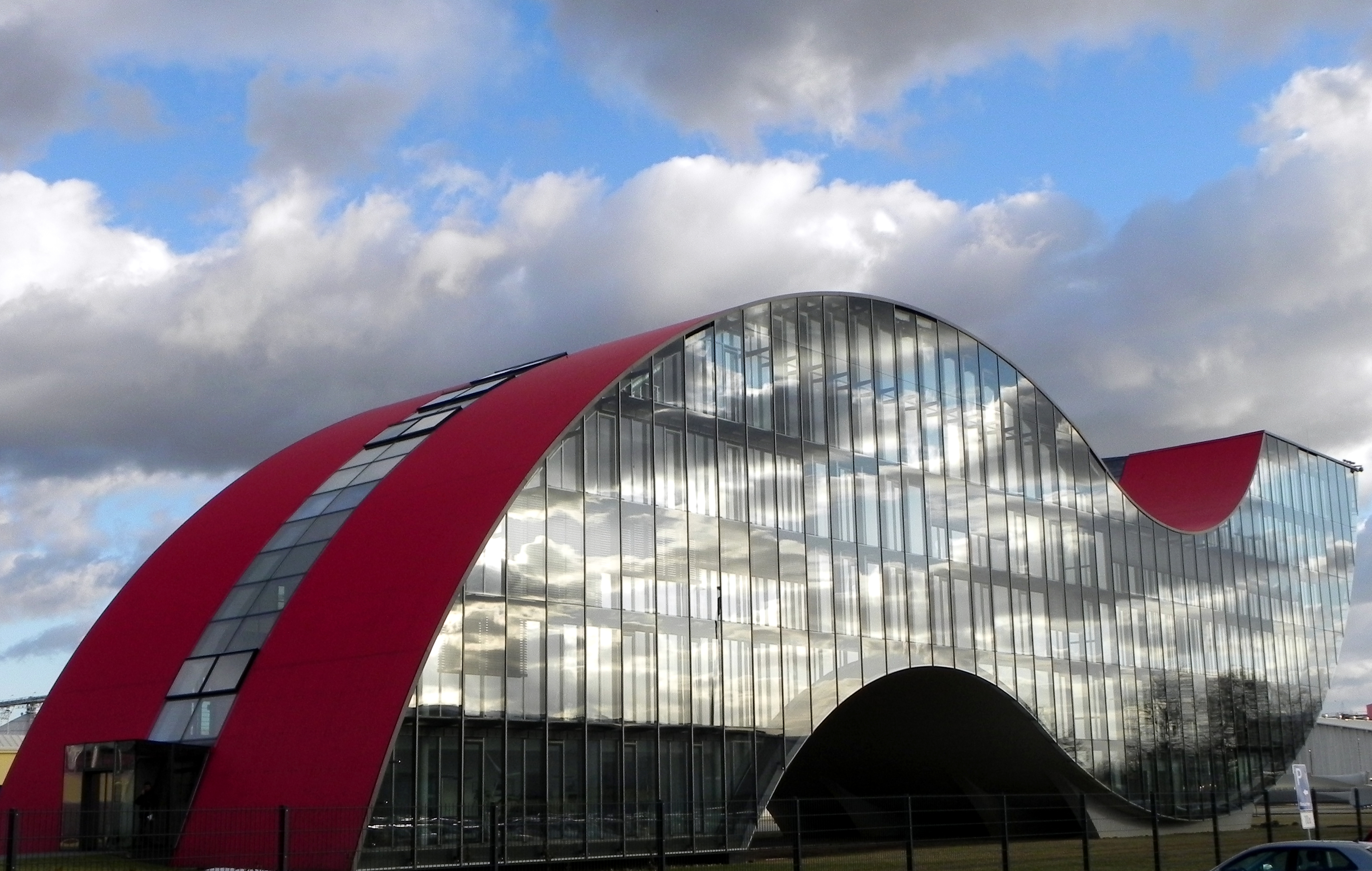
La sede di Enercon a Magdeburgo

L'espansione all'estero dell'azienda è iniziata con l'acquisto di un sito produttivo a Sorocaba, Brasile (1996).
Nel dicembre 2017 Enercon ha acquistato il produttore di turbine eoliche Lagerwey.

### Fondazione Aloys Wobben
Per motivi di salute, il fondatore dell'azienda Aloys Wobben si è ritirato dall'attività operativa nel 2012 e ha trasferito le azioni della società alla neonata Aloys Wobben Foundation con effetto dal 1º ottobre 2012. La fondazione divenne così l'unico azionista del Gruppo Enercon. Con questo passaggio, Wobben voleva garantire l'indipendenza a lungo termine dell'azienda. La Fondazione è rappresentata dal presidente del consiglio, Heiko Janssen, e da Joachim Röer, membro del consiglio.
Nel 2021, la Aloys Wobben Foundation e la società di fornitura di energia EWE hanno fondato una joint venture per la pianificazione e la gestione di progetti di energia eolica onshore. Gli azionisti hanno portato i parchi eolici esistenti e i progetti onshore di Enercon ed EWE ad Alteric GmbH, che conta circa 300 dipendenti.